# La Ronde des heures (film, 1949)
Pour les articles homonymes, voir La Ronde des heures.
Pour plus de détails, voir Fiche technique et Distribution.
La ronde des heures est un film français d'Alexandre Ryder sorti en 1949 au cinéma. C'est un remake du film La Ronde des heures sorti en 1931.

## Synopsis
Un chanteur devenu aphone se voir contraint de quitter sa femme et ses enfants. Il redeviendra célèbre en tant que clown.

## Fiche technique
- Réalisation : Alexandre Ryder
- Scénario : Pierre Maudru, d'après le roman d'Henri Falk
- Musique : René Sylviano
- Image : Léonce-Henri Burel
- Montage : Germaine Fouquet
- Création des décors : Marcel Magniez
- Format : Son mono - Noir et blanc
- Genre : Film dramatique
- Année de sortie : 1949
- Durée : 98 minutes
- Affiche : Boris Grinsson (France)

## Distribution
- Jacques Jansen : Jean Frénoy
- Micheline Francey : Yvette
- Denise Grey : Madame Méry-Mirecourt
- Lucien Baroux : La Frite
- Marie-France : Gilberte
- Aimé Clariond : Méry-Mirecourt
- Jean Tissier : Mirsol
- Jean Sylvain : Le journaliste
- Alexandre Mihalesco : Le détective
- Jean Morel : Le directeur de la radio